# Pariz v slovenski književnosti
Seznam vsebuje prozna dela slovenske književnosti, povezanih s Parizom. Razdeljen je na tri dele. Prvi del vsebuje leposlovje, katerega dogajalni kraj je Pariz. Drugi del vsebuje eseje in razmišljanja o Parizu, tretji pa potopise. V starem slovenskem časopisju je v prišlo kar nekaj delno liteariziranih podlistkov s temo francoske zgodovine, teh ni na seznamu. Pri delih, ki so dostopna na dLib ali pa že pretipkana na Wikivir, je to označeno na koncu.
1)	Leposlovje, ki se dogaja v Parizu
- 1863, Janez Cigler, Deteljica ali življenje treh kranjskih bratov francoskih soldatov, Slovenske večernice (povest), 7. zvezek, Wikivir.
- 1870, Josip Stritar, Zorin (roman), Zvon, l. 1, št. 1–15, Wikivir.
- 1875, Jakob Alešovec, Iz sodnijskega življenja: Policijski komisar (kratka zgodba), Kmetijske in rokodelske novice, l. 33, št. 30, Wikivir.
- 1889, Anonimno, Srčnost velja! (kratka zgodba), Domoljub, l. 2, št. 9, Wikivir.
- 1889, Ivan Steklasa, Pet zgledov pridnosti, varčnosti in podvzetnosti (kratke zgodbe), Slovenske večernice, 43. zvezek, Wikivir.
- 1890, Anonimno, Skrivnostna pota (kratka zgodba), l.3, št. 11, Wikivir.
- 1892, Anonimno, Senica (kratka zgodba), Domoljub, l. 5, št. 3, Wikivir.
- 1893, Anonimno, Jakobinska nevesta, Povest iz časov francoske revolucije (povest), Domoljub, l. 6, št. 2, Wikivir.
- 1893, Janez Mencinger, Abadon (roman), Ljubljanski zvon, l. 13, št. 11, Wikivir.
- 1895, Tr., Gospod Jožef (povest), Domoljub, l. 8, št. 14–18, Wikivir.
- 1896, Anonimno, Sirota v ječi, Povest iz francoske zgodovine (kratka zgodba), Domoljub, l. 9, št. 16, Wikivir.
- 1903, Ivan Cankar, Rue des nations (črtica), Zbirka ob Zori, I. Kleinmayr & F. Bamberg, Wikivir.
- 1904, Miroslav Malovrh, Pod novim orlom (roman), l. 37, št. 1–57, Wikivir.
- 1905, Ivan Fajdiga, Nebesa (roman), Založil D. Hribar, Wikivir.
- 1907, Jože Zavertnik, Mladi Junak (kratka zgodba), Proletarec, Chicago, l. 2, št. 5, Wikivir.
- 1907, Vladimir Levstik, Dimitrij Pavlovič in grda ženska (novela), Slovan, l. 5, št. 5, dLib.
- 1907, Vladimir Levstik, L'Exterminateur, Ilustrovan narodni koledar, l. 21, dLib.
- 1909, Vladimir Levstik, Povest enorokega (kratka zgodba iz cikla Tempi passati), Slovenski narod, l. 42, št. 295, Wikivir.
- 1907, Vladimir Levstik, Absint (kratka zgodba), Slovenija, l. 1, št. 9.
- 1910, Anton Novačan, Smeh pred smrtjo (črtica), Ilustrovan narodni koledar, l. 22, dLib.
- 1910, Lea Fatur, Komisarjeva hči (povest), Dom in svet, l. 23, št. 3, Wikivir.
- 1910, Vitomir Feodor Jelenc, Žena (roman), Jutro, l. 1, št. 5–11, 14–27, 29–30, 34–40, 45–53, 55–62, Wikivir.
- 1917, Anonimno, Prijatelja (kratka zgodba), Ilustrirani glasnik, l. 3., št. 35, Wikivir.
- 1917, Anton Novačan, Hudič v ulici sv. Mihéla (črtica), Ljubljanski zvon, l. 37, št. 2, dLib.
- 1925, Pavel Karlin, Pariz (pesem v prozi), l. 45, št. 2, dLib.
- 1929, Vladimir Levstik, Kako sem postal oče, Jutro, l. 10, št. 35 (kratka zgodba), dLib.
- 1930, Vladimir Bartol, Nesrečni ljubimec (kratka zgodba), Modra ptica, l. 1, št. 5, Wikivir.
- 1930, Vladimir Bartol, Samo kratek račun (kratka zgodba), Modra ptica, l. 1, št. 9, Wikivir.
- 1930, Vladimir Bartol, Sistem Ivana Groznega (kratka zgodba), Morda ptica, l. 1, št. 3, Wikivir.
- 1930 (cca.), Ivan Mrak, Monarhistični upor v Parizu, neobjavljeno.
- 1930 (cca.), Ivan Mrak, Joujou, neobjavljeno.
- 1932, Vladimir Levstik, »Aristide Briand in nikdar več!« (kratka zgodba), Jutro, l. 13, št. 65, dLib.
- 1932, Vladimir Levstik, Bistro, Sličica s pariške periferije (kratka zgodba), Jutro, l. 13, št. 95, dLib.
- 1933, P. H., Življenje – Film (roman), l. 14., št. 242–186, Wikivir.
- 1934, Bratko Kreft, Skok skozi okno (roman), Književnost, l. 2, št. 5–9, Wikivir.
- 1934, Pavel Brežnik, Kalvarija ljubezni (roman), Družinski tednik, l. 5, št. 1–61; l.6, št. 1–19, Wikivir.
- 1934, Vladimir Bartol, Al Araf (novela), Modra ptica, l. 5, št. 6, Wikivir.
- 1936, Vladimir Bartol, Vrhunec duhovnih radosti (kratka zgodba), Modra ptica, l. 7, št. 3, Wikivir.
- 1937, Tone Brdar, Velika ljubezen (roman), Domovina, l. 19, št. 33–52; l. 20, št. 1–16, Wikivir.
- 1938, Pavel Brežnik, Stratosferski pilot (roman), Jutro, l. 9, št. 229–272, Wikivir.
- 1941, Boris Rihteršič (Mirko Brodnik), K novim zarjam (nedokončan roman), Domovina, l. št. 24, 11–14, 16, Wikivir.

2)	Eseji, razmišljanja o Parizu
- 1904, Ivan Prijatelj, Izprehodi po Parizu, Slovenski narod, l. 37, št. 251–290.
- 1907, Vladimir Levstik, Pariški dnevnik, neobjavljeno, rokopis hrani Osrednja knjižnica Celje.
- 1907, Vladimir Levstik, V Babilonu svobode, Ljubljanski zvon, l. 27, št. 1–5; 9–11.
- 1929, Ferdo Kozak, Pariz, Ljubljanski zvon, l. 49, št. 5, Wikivir.
- 1932, Vladimir Levstik, Kaplja v morju piše potočku, Jutro, l. 13, št. 77, dlib.
- 1932, Vladimir Levstik, Ob robu bulvarja, Jutro, l. 13, št. 89, dLib.
- 1932, Vladimir Levstik, Pariško pismo, Jutro, l. 13, št. 41, dLib.
- 1932, Vladimir Levstik, Spremenljivi Pariz, Vtisi iz modernega Babilona po 25-letni odsotnosti, Jutro, l. 13, št. 26, dLib.
- 1932, Anton Ocvirk, Pisma z Montparnassea, l. 52, št. 4, dLib.
- 1938, Božidar Borko, Iz pariških zapiskov, Modra ptica, l. 9, št. 6., dLib.
- 1946, Prežihov Voranc, Borba na tujih tleh (V petem nadstropju, Pariz), Ljubljana: Slovenski knjižni zavod.

3)	Potopisi
- 1889, Anton Bezenšek, Pisma iz Pariza, Slovenski narod, l. 22, št. 182–248 (istega leta izdano kot knjiga v samozaložbi), dLib.
- 1891, Anton Mahnič, Spomini iz Pariza, Potopisne črtice. Rimski katolik, l. 3, dLib.
- 1925, Anonimno, V Pariz, Učiteljski tovariš, l. 65, št. 40–47, dLib.
- 1926, Fran Albreht, Malo važni zapiski, l. 7, št. 147–204, Wikivir.
- 1930, Ladislav Koželj, V Pariz!, Nova doba, l. 12, št. 62–72, Wikivir.
- 1939, Branko Rudolf, Štirinajst dni v Parizu, Modra ptica, l. 10, št. 3, dLib.